# Horizon City
Horizon City es una ciudad ubicada en el condado de El Paso en el estado estadounidense de Texas. En el Censo de 2010 tenía una población de 16.735 habitantes y una densidad poblacional de 741,5 personas por km².

## Geografía
Horizon City se encuentra ubicada en las coordenadas 31°40′47″N 106°11′28″O / 31.67972, -106.19111. Según la Oficina del Censo de los Estados Unidos, Horizon City tiene una superficie total de 22.57 km², de la cual 22.56 km² corresponden a tierra firme y (0.06%) 0.01 km² es agua.

## Demografía
Según el censo de 2010, había 16.735 personas residiendo en Horizon City. La densidad de población era de 741,5 hab./km². De los 16.735 habitantes, Horizon City estaba compuesto por el 81.33% blancos, el 2.33% eran afroamericanos, el 0.56% eran amerindios, el 0.45% eran asiáticos, el 0.08% eran isleños del Pacífico, el 12.75% eran de otras razas y el 2.5% pertenecían a dos o más razas. Del total de la población el 85.89% eran hispanos o latinos de cualquier raza.

## Educación
En una parte de la ciudad, el Distrito Escolar Independiente de Socorro gestiona escuelas públicas.
En una parte de la ciudad, el Distrito Escolar Independiente de Clint gestiona escuelas públicas.